# Tata Open India International Challenge 2015
Die Tata Open India International Challenge 2015 im Badminton fand vom 9. bis zum 13. Dezember 2015 in Mumbai im Cricket Club of India (CCI) im Brabourne Stadium in der Dinshow Vachha Road in Churchgate statt.

## Sieger und Platzierte
| Disziplin    | Gold                                        | Silber                         | Bronze                                        |
| ------------ | ------------------------------------------- | ------------------------------ | --------------------------------------------- |
| Herreneinzel | Sameer Verma                                | Sourabh Varma                  | Lim Chi Wing                                  |
| Herreneinzel | Sameer Verma                                | Sourabh Varma                  | Soong Joo Ven                                 |
| Dameneinzel  | Pornpawee Chochuwong                        | Tee Jing Yi                    | Ho Yen Mei                                    |
| Dameneinzel  | Pornpawee Chochuwong                        | Tee Jing Yi                    | Saili Rane                                    |
| Herrendoppel | Wannawat Ampunsuwan Tinn Isriyanet          | Pranav Chopra Akshay Dewalkar  | Krishna Prasad Garaga Satwiksairaj Rankireddy |
| Herrendoppel | Wannawat Ampunsuwan Tinn Isriyanet          | Pranav Chopra Akshay Dewalkar  | Jishnu Sanyal Shivam Sharma                   |
| Damendoppel  | Chayanit Chaladchalam Phataimas Muenwong    | Maneesha Kukkapalli Siki Reddy | Aparna Balan Prajakta Sawant                  |
| Damendoppel  | Chayanit Chaladchalam Phataimas Muenwong    | Maneesha Kukkapalli Siki Reddy | Shinta Mulia Sari Tan Wei Han                 |
| Mixed        | Satwiksairaj Rankireddy Maneesha Kukkapalli | Arun Vishnu Aparna Balan       | Terry Hee Tan Wei Han                         |
| Mixed        | Satwiksairaj Rankireddy Maneesha Kukkapalli | Arun Vishnu Aparna Balan       | Pranav Chopra Siki Reddy                      |